# 嗯，嗯（无话可说）
《嗯，嗯（无话可说）》（英語：Eh, Eh (Nothing Else I Can Say)）是美國流行歌歌手女神卡卡於2009年1月推出唱片超人气作曲為女神卡卡, Martin Kierszenbaum。

## 連結
- Lady Gaga － Eh, Eh (Nothing Else I Can Say) YouTube （页面存档备份，存于）